# Malèna (soundtrack)
Malèna is de originele soundtrack, gecomponeerd en gedirigeerd door Ennio Morricone voor de film Malèna uit 2000 van Giuseppe Tornatore. Het album werd uitgebracht in 2000 door Virgin Records.
De partituur werd uitgevoerd door het Accademia Musicale Italiana en opgenomen in de Forum Music Village in Rome. De muziek werd gemasterd door Fabio Venturi.

## Tracklijst
Alle nummers geschreven en gedirigeerd door Ennio Morricone, tenzij anders aangegeven.

| Nr. | Titel                                             | Duur |
| --- | ------------------------------------------------- | ---- |
| 1.  | Inchini Ipocriti E Disperazione                   | 2:00 |
| 2.  | Malena                                            | 2:33 |
| 3.  | Passeggiata In Paese                              | 3:13 |
| 4.  | Visioni                                           | 2:32 |
| 5.  | Nella Casa.....                                   | 2:12 |
| 6.  | Malena (End Titles)                               | 4:21 |
| 7.  | Linciaggio                                        | 2:42 |
| 8.  | Orgia                                             | 1:09 |
| 9.  | Il Ritorno                                        | 1:43 |
| 10. | Bisbigli Della Gente                              | 2:38 |
| 11. | Ma L'amore No (Giovanni D'Anzi, Michele Galdieri) | 1:48 |
| 12. | Casino-Bolero                                     | 2:06 |
| 13. | Altro Casino                                      | 2:12 |
| 14. | Visioni (Fantasie D'amore)                        | 2:11 |
| 15. | Cinema D'altri Tempi                              | 3:35 |
| 16. | Ipocrisie                                         | 1:56 |
| 17. | Pensieri Di Sesso                                 | 2:25 |
| 18. | Momenti Difficili                                 | 4:19 |

## Personeel
- Cicci Santucci – bugel
- Gianni Oddi – sopraansaxofoon
- Fausto Anzelmo – altviool (solist)

## Hitnoteringen

### NPO Klassiek Filmmuziek Top 200
| Malèna in de NPO Klassiek Filmmuziek Top 200 | Malèna in de NPO Klassiek Filmmuziek Top 200 |
| Jaar                                         | 2024                                         |
| -------------------------------------------- | -------------------------------------------- |
| Positie                                      | 186                                          |

## Prijzen en nominaties
| Jaar | Prijs                 | Categorie        | Genomineerde(n) | Uitslag     |
| ---- | --------------------- | ---------------- | --------------- | ----------- |
| 2001 | Academy Award (Oscar) | Beste filmmuziek | Ennio Morricone | Genomineerd |
| 2001 | Golden Globe          | Beste filmmuziek | Ennio Morricone | Genomineerd |
| 2001 | Satellite Award       | Beste soundtrack | Ennio Morricone | Genomineerd |